# James M. Cain
James Mallahan Cain (1. července 1892 – 27. října 1977) byl americký spisovatel a novinář. Ačkoliv Cain striktně odmítal „škatulkování“, je často spojován s tzv. drsnou školou amerického detektivního románu (anglicky: hardboiled school of American crime fiction) a je považován za jednoho z tvůrců romanu noir. Několik jeho detektivních románů se stalo předlohou úspěšných hollywoodských filmů (např. Pošťák vždy zvoní dvakrát, Mildred Pierceová nebo Pojistka smrti).